# Can Toda
Can Toda era una finca situada al barri de la Salut de Barcelona, que confrontava amb el Park Güell i can Xirot. Ocupava l'espai entre la Riera de Can Toda, a prop del carrer Ramiro de Maeztu i baixant fins gairebé el de la Mare de Déu de la Salut. Avui creua l'indret l'avinguda Pompeu Fabra. El mas estava emplaçat on ara hi ha el Centre Esportiu Municipal Can Toda. Dins de la finca s'explotaven mines de ferro.
Edificat al segle xviii, el mas era de línies quadrades, amb planta rectangular, coberta plana, i planta baixa i dos pisos. La façana, encarada al mar, estava decorada de forma senzilla, amb línies horitzontals; disposava de quatre balcons a la primera planta i quatre finestres a la segona. Per l’esquerre el seguia un edifici annex, per a les feines del camp, amb planta baixa i pis i, tot seguit, la capella particular, amb coberta també plana i un petit campanar d'espadanya.
A mitjan del segle XX inicià l'abandonament de la finca. Hi havia un projecte de construcció d'un grup escolar, que no es va realitzar a causa dels drets al·legats per la Comissaria d'Aigües de Barcelona, que tenia projectada la construcció d'uns dipòsits d'aigües de Montcada. La casa es va enderrocar el 1975.